# Ronga (Volk)
Die Ronga sind eine Volksgruppe der zentral-südöstlichen Bantu, die weit überwiegend im Süden der Provinz Maputo in Mosambik und zum kleinen Teil im angrenzenden Tongaland in KwaZulu-Natal (Südafrika) leben. Die Sprache der Ronga ist Xironga, das manchmal als ein Dialekt der Xitsonga betrachtet wird.

## Lebensweise
Viele Ronga sind heute in die Städte abgewandert. Die Minderheit lebt noch in verstreut liegenden Weilern, die aus um einen Viehkral angeordneten Hütten bestehen. Die Ronga ernähren sich traditionell vom Anbau von Sorghum und Mais und halten Ziegen, Hühner und Kühe. Patrilinearität schließt eine starke Stellung der mütterlichen Familie nicht aus. Die Kinder unterliegen dem Einfluss des Onkels mütterlicherseits. Die traditionelle Religion der Ronga gründet sich auf Feuersymbolik und Ahnenkult; Christen sind in der Minderheit.
Zur oralen Kultur gehören viele Erzählungen von Trickstern, in denen Hase oder Schildkröte mit Schlauheit die brutale Gewalt großer Tiere wie Elefant, Löwe oder Nilpferd überwinden. Auch in Erzählungen über Menschen setzen sich oft die Armen, Verachteten, Enterbten, Jüngsten oder Kleinsten gegen die Älteren, Größeren und Mächtigeren durch. Der Schweizer Ethnologe, Sprachforscher und Missionar der Mission Romande Henri-Alexandre Junod urteilte, dass die Erzählungen der Ronga nicht an den gesellschaftlichen Status quo rührten, aber die „Weisheit der Kleinen“ in der mittels symbolischer Protestformen geführten Auseinandersetzung mit Autokraten und hierarchisch Höherstehenden mit boshafter Freude („malicious pleasure“) tradierten.

## Geschichte
Die Ronga leben mindestens seit 400 n. Chr. in ihre heutigen Siedlungsgebieten. Sie gehören derselben ethnischen Gruppe an wie Tswa und Tsonga. Möglicherweise haben sie sich mit den Hirtenvölkern der Nguni vermischt. Früher erkannten sie den Oberhäuptling der Tsonga an, mit denen sie nur noch locker verbunden sind. Ihrer eigenen Überlieferung zufolge sind später auch Shona und Sotho in ihr Gebiet eingewandert.
Seit dem 16. Jahrhundert hatten die Ronga Kontakt mit Europäern und pflegten den Handel mit Portugiesen, Engländern, später auch mit Holländern. Durch den Handel erstarkten die Ronga-Königreiche. Eines der größten war im 16. Jahrhundert das des Häuptlings Inhaca (Nhaca), das südlich der Maputo-Bucht lag. Nach ihm wurde die Insel Inhaca benannt. 
Holländische Sklaven- und Elfenbeinhändler gründeten in der Region eine Kolonie, die sie 1726 wieder verlassen mussten. Im späten 18. Jahrhundert begann der Aufstieg des Reichs des Häuptlings Maputo. Sein Nachfolger war sein Enkel Makassane. Unter diesem wurden die Ronga-Stämme den Nguni tributpflichtig. Im weiteren Verlauf des 19. Jahrhunderts kam es zu Auseinandersetzungen zwischen Engländern und Portugiesen um das Reich des Maputo. Seit etwa 1850 arbeiteten viele Ronga als Wanderarbeiter auf den Zuckerrohrplantagen in Natal, seit 1870 auch in den Diamantenminen von Kimberley und seit 1886 in den Goldbergwerken des östlichen Transvaal, um der im portugiesischen Mosambik verbreiteten Zwangsarbeit zu entgehen. Um 1910 arbeiteten 100.000 Ronga – vorwiegend junge Männer – zeitweise in Südafrika, was erhebliche Auswirkungen auf die Lebensweise auch der in Mosambik lebenden Stammesmitglieder hatte.
Junods wertvolle Dokumentation der Kultur und Sprache der Ronga um die Wende zum 20. Jahrhundert idealisierte allerdings die ländlich-traditionellen Lebensformen, die sich durch das System der Wanderarbeit und den europäischen Einfluss damals bereits in Auflösung befanden.
1894 löste eine Erhöhung der Hüttensteuer einen Aufstand der Ronga unter dem Häuptling Mahazul gegen die Portugiesen aus. Mahazul musste zu König Gungunhana im letzten großen Bantukönigreich Gaza fliehen, das 1895 ebenfalls von den Portugiesen besetzt wurde.